# Списаревский, Димитр
Дими́тр Светоза́ров Списаре́вский (болг. Дими́тър Светоза́ров Списаре́вски; 19 июля 1916, Добрич — 20 декабря 1943, окрестности села Долни-Пасарел, Софийская область (ныне городская область София)) — болгарский лётчик-истребитель, капитан, воевавший на стороне Третьего рейха. Погиб 20 декабря 1943 года в своём первом воздушном бою, уничтожив американский бомбардировщик Б-24 «Либерейтор» воздушным тараном.

## Биография
Димитр Списаревский родился 19 июля 1916 года в Добриче, в Болгарской Добрудже. После Нёйиского мирного договора 1919 года, Добрич оказывается на территории Румынии, и тогда семья Списаревских уезжает в Болгарию. Она последовательно живёт в Ломе, Белоградчике и Софии. В Софии Списаревский Димитр оканчивает «Вторую мужскую гимназию», там он был знаменосцем. Потом поступает в «Военное Е. В. училище». Его исключают из училища и посылают на военную службу в Ямбол, но скоро восстанавливают в звании юнкера за отличное поведение.
При объявлении набора для обучения лётному делу, Списаревский записывается один из первых. Его выпуск посылают на обучение в нацистскую Германию. С апреля 1938 года по июль 1939 года Димитр Светозарович обучается в авиационной школе в Кауфбойрене. Позже совершенствует своё мастерство воздушной аэробикой в авиационном училище в Шлайсхайме и потом оканчивает престижную школу высшего пилотажа в Вернойхене. В 1943 г. Списаревский и ещё один болгарский лётчик снова были командированы в люфтваффе, чтобы изучать тактику современного воздушного боя, наблюдая за воздушными битвами над Ла-Маншем.
Его прозвище — Спайч. Так звали Списаревского самые близкие друзья.

### Подвиг
После возвращения в Болгарию, Списаревский на короткое время был назначен ротным командиром на аэродроме в Карлово. Но вскоре он был включён в состав  орляка 3/6, дислоцированного на аэродроме «Божуриште» и участвовавшего в обороне столицы от американских бомбардировщиков, в ноябре и декабре 1943-го трижды атаковавших Софию. Всего на тот момент бомбардировщиками Б-17 «Летающая крепость» и Б-24 «Либерейтор» из 15-й воздушной армии США, базировавшимися на Сицилии было убито уже 150 мирных граждан, ранено 247 и были нанесены разрушения гражданским объектам болгарской столицы.
20 декабря 1943 года группа из 200 самолётов в очередной раз летит бомбить Софию. В это время Списаревский несёт боевое дежурство на своём Мессершмитте Ме-109G-2, на военном аэродроме Божуриште.
Либерейторы из 376-й тяжёлой бомбардировочной группы (376th Bomb Group (Heavy)) летят к Софии в строю клином  тройками, эшелонированные в тыловую колону, край которой исчезает за горизонтом. Их охраняют тяжёлые истребители Локхид П-38 «Лайтнинг» из 82-й истребительной группы (82th Fighter Group). Маленькая Болгария может поднять всего 36 лётчиков-истребителей на противостояние этой грозной силе. Они формируют встречный боевой строй четвёрками в тыловую колонну, на высоте 6000 м. Орляку 3/6 приказано связать боем Лайтнинги из прикрытия. В то время орляк 2/6 должен атаковать бомбардировщики и принудить их сбросить бомбы вне Софии.
Самолёт Списаревского из-за технической неполадки не взлетает вместе со всеми, и лётчик поднимается в воздух с опозданием, на резервной машине. Пока он добрался до места воздушного боя, тот уже разгорелся в полной силе. Маленькая группа болгарских лётчиков сражалась отважно. Но они заранее знали, что не в состоянии отбить американскую воздушную армаду, и могли только выиграть некоторое время для укрытия гражданского населения и сбить некоторое количество самолётов противника. Их основная цель была — сбить бомбардировщики с курса и принудить сбросить бомбы вне столицы. Об отражении воздушной атаки и предотвращение бомбардировки не могло быть и речи.
В момент, когда Списаревский прибыл к месту воздушного боя, группа из 16 бомбардировщиков ускользнула из сражения и взяла курс на болгарскую столицу. Вопреки всякой военной логике Димитр, устремляется в атаку на эту группу в одиночку. Берёт одну «летающую крепость» на прицел и начинает непрерывную стрельбу из пулемётов. Лайтнинги из прикрытия тоже открывают огонь, пробоин в мессершмитте Списаревского становится все больше и больше, но он не замечает ничего, кроме самолёта противника, который идёт бомбить его столицу. За минуту-полторы боя Димитр израсходовал весь боезапас, но цель достигнута — вражеский бомбардировщик поврежден и начинает гореть. Тогда Списаревский замечает, что патронов уже нет, а его машина сильно повреждена. Димитр понимает, что живым из вражеской стаи самолётов всё равно не выйдет. И смело устремился на таран ко второму бомбардировщику.

#### Итоги воздушного боя
В бою 20 декабря 1943 года болгарские лётчики заявили об уничтожении 3 бомбардировщиков Б-24 «Либерейтор» (поручик Димитр Списаревский и подпоручики Стефан Маринополский и Генчо Димитров уничтожили по одному вражескому бомбардировщику) и 6 истребителей Локхид П-38 «Лайтнинг». Ещё 5 четырёхмоторных бомбардировщиков и 1 Лайтнинг были повреждены огнём болгарских истребителей, но успели выйти из боя. По американским данным были потеряны 1 бомбардировщик и 3 истребителя.
Несмотря на отвагу и самопожертвование болгарских лётчиков, американская воздушная армада всё же достигла немалых "успехов". 50 либерейторов прорвали болгарский истребительный заслон, уничтожили бомбами 113 зданий в Софии и разрушили железную дорогу, в пригороде болгарской столицы. Из гражданского населения погибли 63 человека, 93 мирных жителя были ранены.
В тот же день 20 декабря 1943 года погиб на своём Ме-109 и поручик Гео́ргий Ра́йчев Кюмюрджи́ев, защищая Болгарскую землю от американских бомбардировщиков.

## Память
Мессершмитт Списаревского упал на холм близ села Долни-Пасарел. Тело лётчика было найдено среди обломков машины. С другой стороны села упал сбитый им бомбардировщик. Димитр Списаревский посмертно награждён «Крестом за храбрость» и повышен в звании до капитана, похоронен с воинскими почестями на Аллее лётчиков на Центральном кладбище в Софии. За уничтожение одного четырёхмоторного бомбардировщика на личный счёт Списаревского были записаны сразу три воздушные победы.
По окончании Второй мировой войны, после оценки Нюрнбергским трибуналом «ответственности гитлеровских захватчиков и их сообщников за злодеяния, совершаемые ими в оккупированных странах», в Болгарии — бывшем союзнике фашистской Германии, «забывают» Списаревского. С 1946 года Болгария — социалистическая страна, с 1949 года в СЭВ, с 1955 года одна из стран Организации Варшавского договора (ОВД). В то время коммунистическая власть считала Списаревского антикоммунистом, что и соответствовало действительности. Пётр Кабакчиев, служащий 7-о дивизионного артиллерийского полка, свидетель гибели Списаревского, его двоюродный брат и соученик, рассказывает:
После 9 сентября 1944 г. у нас было запрещено писать и говорить о Списаревском. Даже названная его именем улица в его родном городе Добрич была переименована на «Народный суд»!
Рассказывают, без доказательства, что в гимназии он был членом болгарской молодёжной националистической организации «Легион» и на демонстрации против Нёйиского договора Димитр дал несколько здоровых пощёчин своему соученику ремсисту Стояну Гюрову (позже тот стал членом ЦК БКП и болгарским послом в Москве). В книге о истории болгарской военной авиации указано:
…26.05.1943 г. рота из 6-о воздушного полка (базировавшаяся в Марино-Поле — прим.ред.), под руководством офицеров Димитра Списаревского и Виктора Евстатиева (Павлова) упорно обыскивает леса в окрестностях Карлово, задерживает одного партизана и ранит другого…
В период правления Болгарской коммунистической партии (9 сентября 1944 — 10 ноября 1989) о Списаревском упоминается очень редко: только в специализированной военной авиационной литературе, и только вскольз, так как болгарам было неудобно лишний раз вспоминать, что во Второй мировой войне они участвовали на стороне гитлеровской Германии.
С 1990-х годов имя Списаревского получает известность. На месте гибели был воздвигнут памятник. В его родном городе Добрич назвали улицу его именем и установили барельеф с его изображением. На стене 22-го училища в Софии (бывшая Вторая мужская гимназия) в центре города и в квартале Дружба также установлен барельеф с изображением лётчика, также один из бульваров Софии  был назван в честь Списаревского, в память о лётчике защищавшем болгарскую столицу, в которой в 1943—1944 годах англо-американскими бомбардировками были убиты много мирных болгарских граждан и были полностью уничтожены многие здания.
В 2008 году почта Болгарии выпустила сцепку из двух марок, посвященную Димитру Списаревскому и Стояну Стоянову.